# Переможное (Васильевский район)
Переможное (укр. Переможне) — село,
Широковский сельский совет,
Васильевский район,
Запорожская область,
Украина.
Код КОАТУУ — 2320988806. Население по переписи 2001 года составляло 189 человек.

## Географическое положение
Село Переможное находится на расстоянии в 1,5 км от села Терноватое.
По селу протекает пересыхающий ручей с запрудой.

## История
- 1890 год — дата основания как село Барбаштат.
- 1945 год — переименовано в село Переможное[3].